# Kostel svatého Františka z Assisi (Mikulov)
Kostel svatého Františka z Assisi je bývalý římskokatolický chrám v Mikulově v okrese Břeclav. Je součástí areálu tamního bývalého kapucínského kláštera, který se nachází v centru města, v ulici Vrchlického. Zbytky kostela jsou využívány jako Galerie Konvent.

## Historie
Druhý nejstarší kapucínský klášter na Moravě vznikl zásluhou kardinála Františka z Ditrichštejna v Mikulově. Kapucíni zde začali na kardinálovo pozvání budovat koncem roku 1611 konvent na předměstí ve Valtické ulici, na naléhání měšťanů ale došlo k přesunu stavby do vlastního města. Dne 3. května 1612 byl položen základní kámen kláštera s kostelem v dnešní Vrchlického ulici. Díky rychlé stavbě byl chrám vysvěcen kardinálem Ditrichštejnem již 22. srpna 1613. Jednolodní bezvěžový kostel svatého Františka z Assisi měl typický styl řádové kapucínské architektury s charakteristickým trojúhelníkovým štítem a dlouhým odsazeným pravoúhlým kněžištěm. V roce 1784 postihl Mikulov velký požár, při kterém klášter s kostelem i s blízkou loretou, o kterou se kapucíni starali, vyhořel a byl řádovými bratry opuštěn. Areál konventu s klášterním kostelem byl rozprodán soukromým osobám, loretánský kostel svaté Anny byl v 19. století přestavěn na ditrichštejnskou hrobku. Z kostela svatého Františka z Assisi zůstal zachován přestavěný presbytář a část obvodových zdí lodě. Kněžiště je od prostoru bývalé lodě odděleno druhotně vystavěnou příčkou. V letech 2001–2011 byl presbytář zrekonstruován a s opraveným zbytkem lodi bývalého kostela je využíván jako Galerie a kavárna Konvent.